# クリスティーン・ラーティ
クリスティーン・ラーティ（Christine Ann Lahti、1950年4月4日 - ）は、アメリカ合衆国の女優。クリスティーン・ラーチ、クリスティン・ラーティとの表記もある。

## 来歴
ミシガン州オークランド郡バーミングハム出身。フィンランド系アメリカ人。フロリダ州立大学とミシガン大学に学ぶ。
テレビドラマ『シカゴ・ホープ』に第2シーズンから第5シーズンまでキャスリン・オースティン医師役でレギュラー出演し、高い評価を受ける。ほかにも『LAW & ORDER:性犯罪特捜班』や『HAWAII FIVE-0』、『THE BLACKLIST/ブラックリスト』といった有名テレビドラマにも出演している。

## 主な出演作品

### 映画
- ドクター・スコルピオン/世界戦略スパイの帝王 Dr. Scorpion (1978) テレビ映画
- ジャスティス ...And Justice for All (1979)
- この生命誰のもの Whose Life is it Anyway? (1981)
- 死刑執行人 The Executioner's Song (1981) テレビ映画
- スイング・シフト Swing Shift (1984)
- シングル・ウーマン物語 Single Bars, Single Women (1984) テレビ映画
- 愛は永遠に Love Lives On (1985) テレビ映画
- デザート・ブルーム/キノコ雲と少女 Desert Bloom (1985) 声のみ、クレジットなし
- 女ざかり/ホリーとサンディ Just Between Friends (1986)
- シルビーの帰郷 Housekeeping (1987)
- 旅立ちの時 Running On Empty (1988)
- ミス・ファイヤークラッカー Miss Firecracker (1989)
- メディカル・レッスン 青春解剖学 Gross Anatomy (1989)
- ロストホーム No Place Like Home (1989) テレビ映画
- ベイビー、ウォンテッド! Funny About Love (1990)
- ドクター The Doctor (1991)
- フォーエバー・ロード Leaving Normal (1992)
- 心臓が凍る瞬間 The Fear Inside (1992) テレビ映画
- ハイダウェイ Hideaway (1995)
- あなたに逢いたい Pie in the Sky (1996)
- レスキュアーズ/ 二つの家族 SUBWAYStories: Tales from the Underground (1997) テレビ映画
- HOPE/愛が生まれる町 Hope (1997) テレビ映画
- ジェット274 The Pilot's Wife (2002) テレビ映画
- 賢く生きる恋のレシピ Smart People (2008)
- オブセッション 歪んだ愛の果て Obsessed (2009)
- 幸せへのまわり道 A Beautiful Day in the Neighborhood (2019)

### テレビドラマ
- アメリカ Amerika (1987) テレビミニシリーズ
- シカゴ・ホープ Chicago Hope (1995-1999)
- LAW & ORDER:性犯罪特捜班 Law & Order: Special Victims Unit (2009-2011)
- HAWAII FIVE-0 Hawaii Five-0 (2012-2016)
- グッド・ワイフ The Good Wife (2015-2016)
- THE BLACKLIST/ブラックリスト The Blacklist (2015-2017)
- グッド・ファイト The Good Fight (2017-2018)

## その他
- マイ・ファースト・ミスター My First Mister (2001) 監督

## 受賞
- 第68回アカデミー短編映画賞（Lieberman in Love、1995年）
- 第50回プライムタイム・エミー賞主演女優賞（テレビドラマ部門）（『シカゴ・ホープ』 、1997年）
- 第47回ゴールデングローブ賞主演女優賞（テレビミニシリーズ部門）（『ロストホーム』、1989年）
- 第55回ゴールデングローブ賞主演女優賞（テレビドラマ部門）（『シカゴ・ホープ』 、1997年）
- 第50回ニューヨーク映画批評家協会賞助演女優賞（『スイング・シフト』 、1984年）
- 第14回ロサンゼルス映画批評家協会賞主演女優賞（『旅立ちの時』 、1988年）
- 第1回サテライト賞主演女優賞（テレビドラマ部門）（『シカゴ・ホープ』 、1996年）[6]